# قدم (دمشق)
قدم (به عربی: حی القدم) یک منطقهٔ مسکونی در سوریه است که در استان دمشق واقع شده‌است. قدم ۹۵٬۹۴۴ نفر جمعیت دارد.